# Festival international des arts et de la culture massa
Pour l’article homonyme, voir Massa.
Le Festival international des arts et de la culture massa (encore appelé Tokna Massana) est une fête traditionnelle et rituelle des peuples massa du Cameroun et du Tchad. Il est organisé pour sa première fois en 2003 à Yaoundé au Cameroun.

## Historique
Le festival Tokna Massana est lancé par un groupe culturel massa de la ville de Yaoundé au Cameroun qui organisait tous les deux ans des journées culturelles massa dans ladite ville. Elles rassemblaient les Camerounais et Tchadiens qui ont suscité l'ambition de voir naître un festival sur leurs terres natales. La première édition a vu le jour sur les terres massa en 2003 à Yaoundé au Cameroun.
La 7e édition du Tokna Massana s'est tenue à Yagoua dans le Mayo-Danay, région de l’extrême-nord du Cameroun, du 29 mars au 7 avril 2019.
Une assemblée générale extraordinaire tenue en visioconférence a changé la dénomination Tokna Massana en Institut Tokna du Peuple Massa. En présence de Moumouna Foutsou, André Ndjidda a été élu président du conseil d'administration.

## Tradition

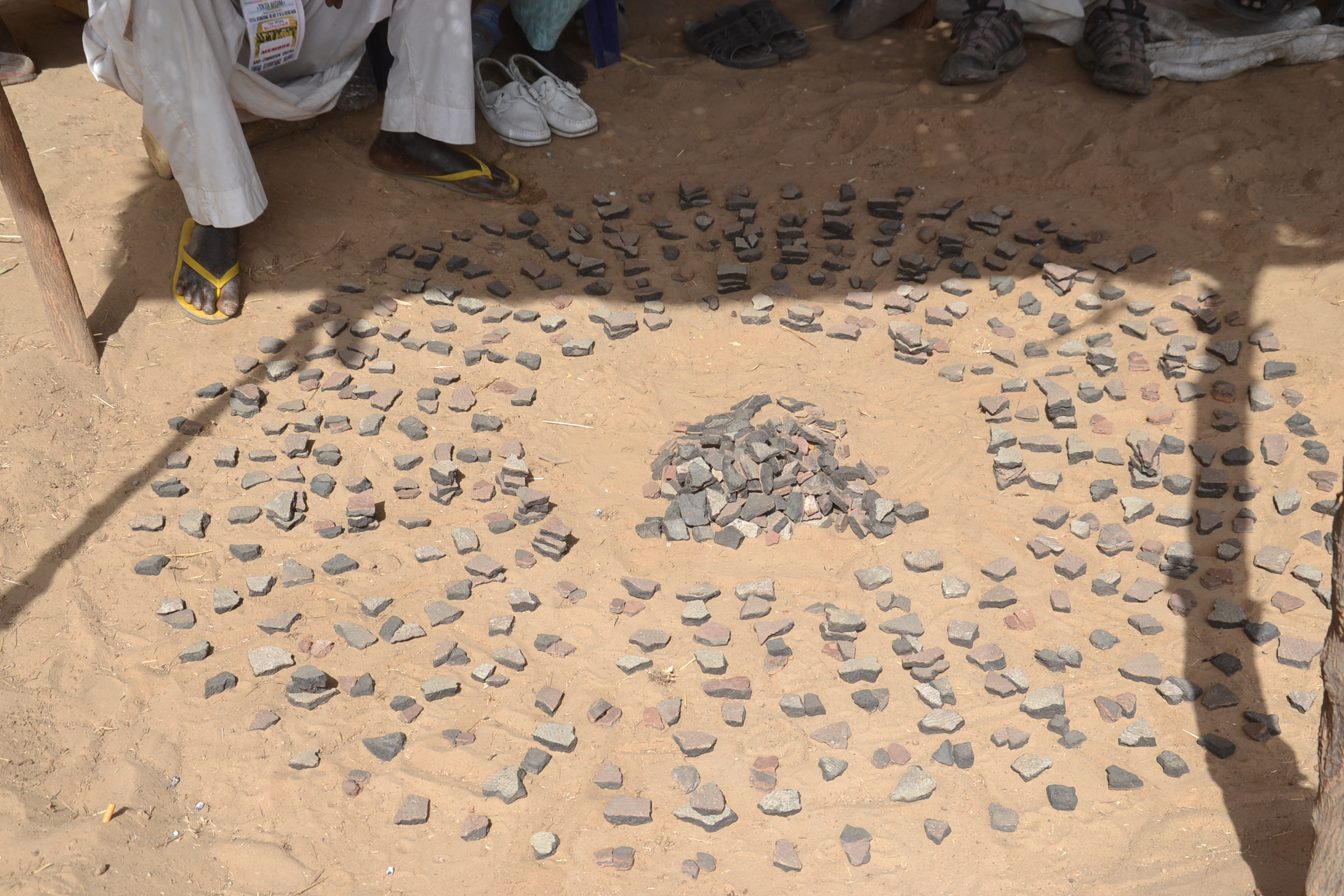
Rite des initiés Massa.

C'est une fête traditionnelle et culturelle antique du peuple massa de la vallée du Logone, qui a pour objectifs de réunir ces peuples massa du Cameroun et du Tchad une fois tous les deux ans en célébrant une grande fête rituelle, mystique et culturelle; il est question de promouvoir la culture massa pour les nouvelles générations à des fins de pérennisation. Il est organisé des rites qui tendent à se perdre tels le guruna , véritable fondement de la culture massa; Le labana qui est l'initiation traditionnelle de ce peuple.

## Animations
Plusieurs articulations sont organisées autour de cet événement de regroupement artistique et culturel :
- Concerts
- Cross country
- Art divinatoire
- Foire et expositions
- Jeux de société
- Élection Miss Tokna massana
- Danses traditionnelles
- Sensibilisation sur les fléaux sociaux
- Farana (village du festival)
- Formation en langue Massa
- Centre culturel et musée de la vallée du Logone[4]

## Affirmation identitaire
Cette cérémonie se veut aussi politique, car les populations des deux pays limitrophes se regroupent dans la joie et la cordialité autour d'une culture qui les unit. Les Massa sont en effet d'un peuple paléo-soudanais installés depuis des siècles dans la vallée du Logone.

Cases Massa
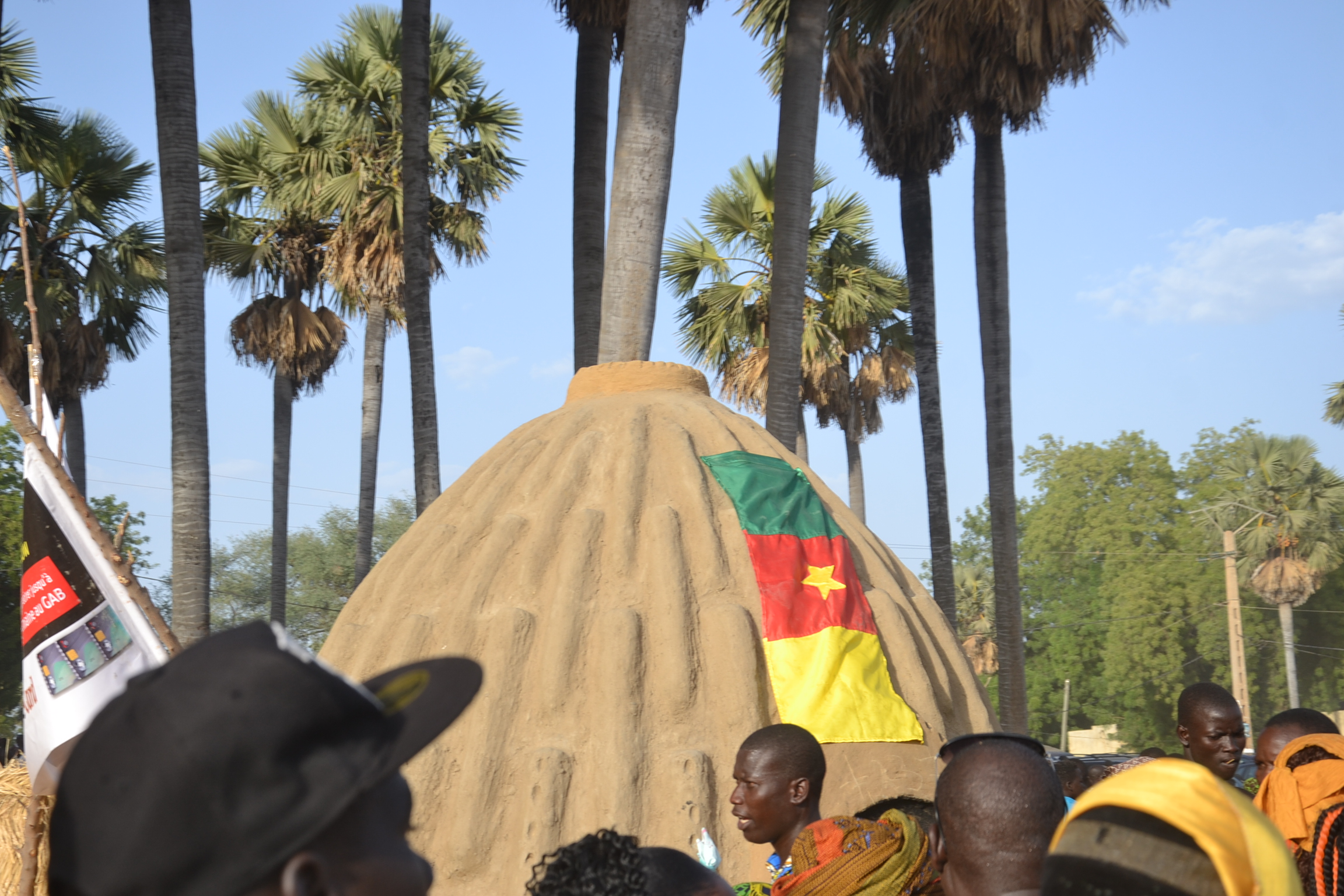
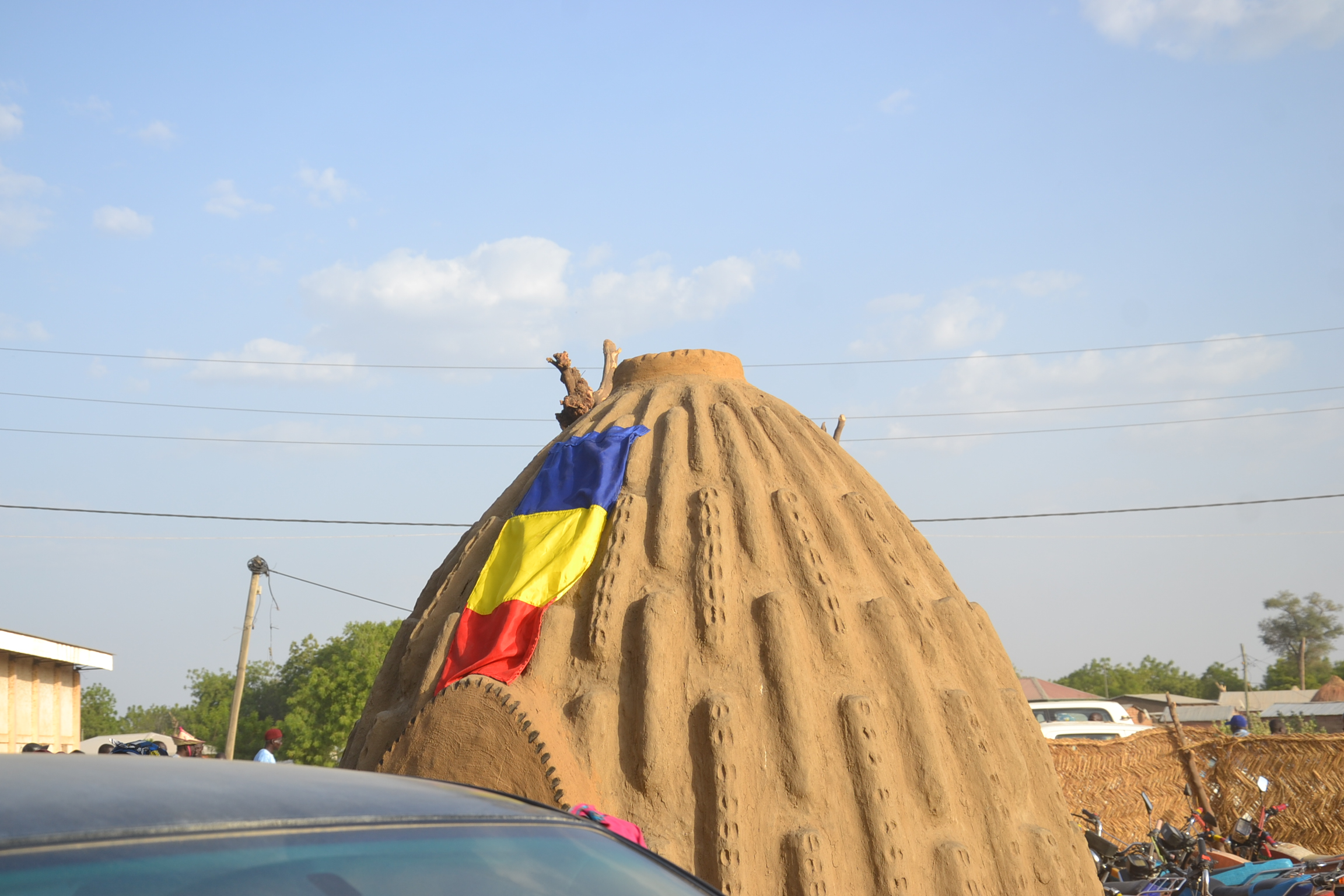
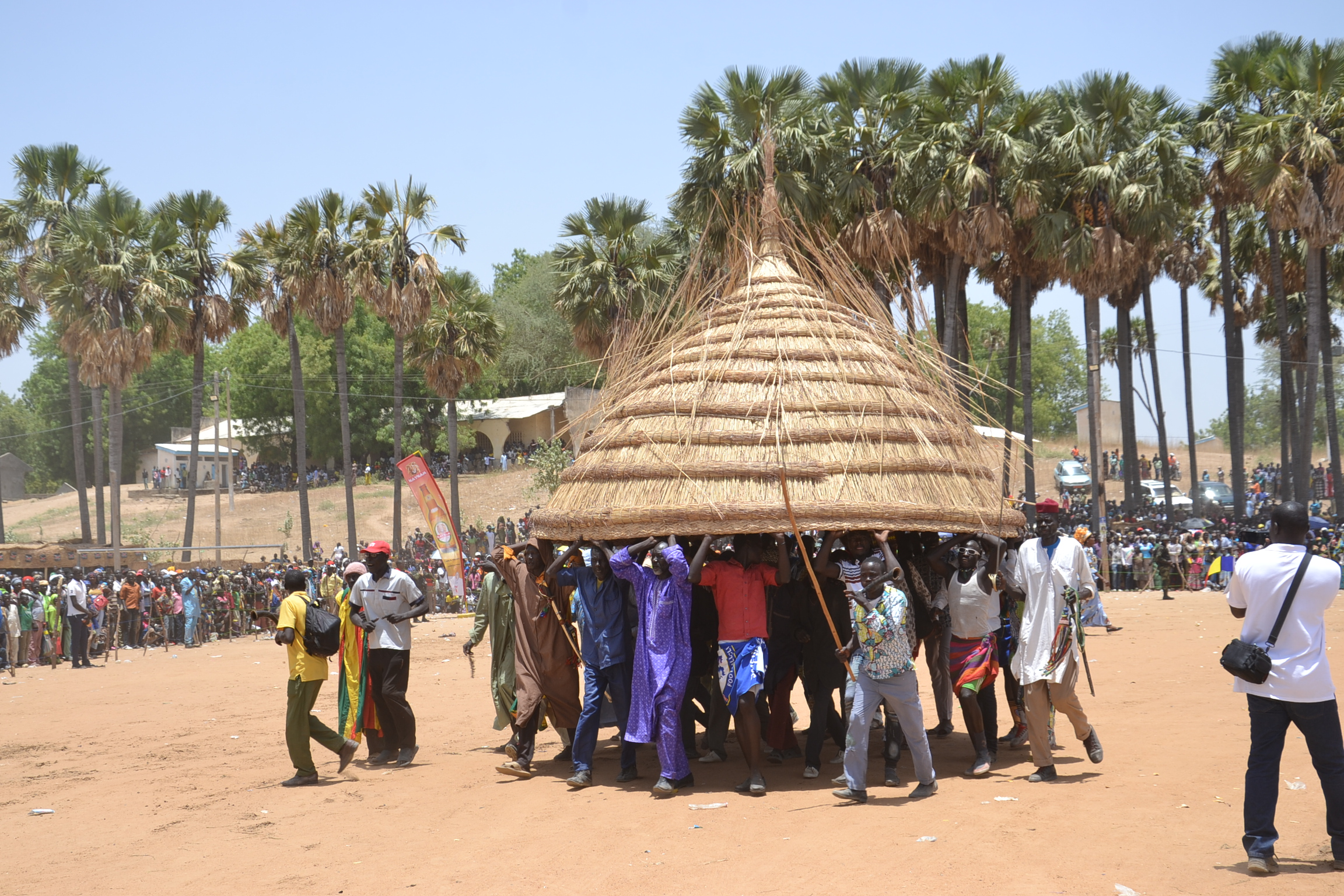
Zida Kousida

## Comité d'organisation
- Jean Gaoussoumou, Président du comité d'organisation Édition 2019 à Yagoua
- Fissou Kouma, Directeur de la SEMRY ET Maire de Yagoua
- Mounouna Foutsou, Ministre de la Jeunesse et de l'Éducation Civique du Cameroun

## Localités participantes
- Bagarao
- Dana
- Danay Diguizi
- Déhé
- Djokoydi
- Domo
- Hounou
- Kalak
- Kirsidi
- Masgaya
- Miogoye
- Mouri
- Ngaya
- Tcherféké
- Toukou
- Vormounoun
- Vounaloum
- Yrdeng
- Zébé
- Zébé Marao
- Zoulla

## Extension
Le peuple Ba'aré s'est affilié au festival Tokna Massana en avril 2017. En effet, Les Ba'aré ont longtemps été assimilés au peuple Tupuri; ce nom y prend ses sources et désigne une personne reconnue comme étant Massa.

Festival Tokna Massana
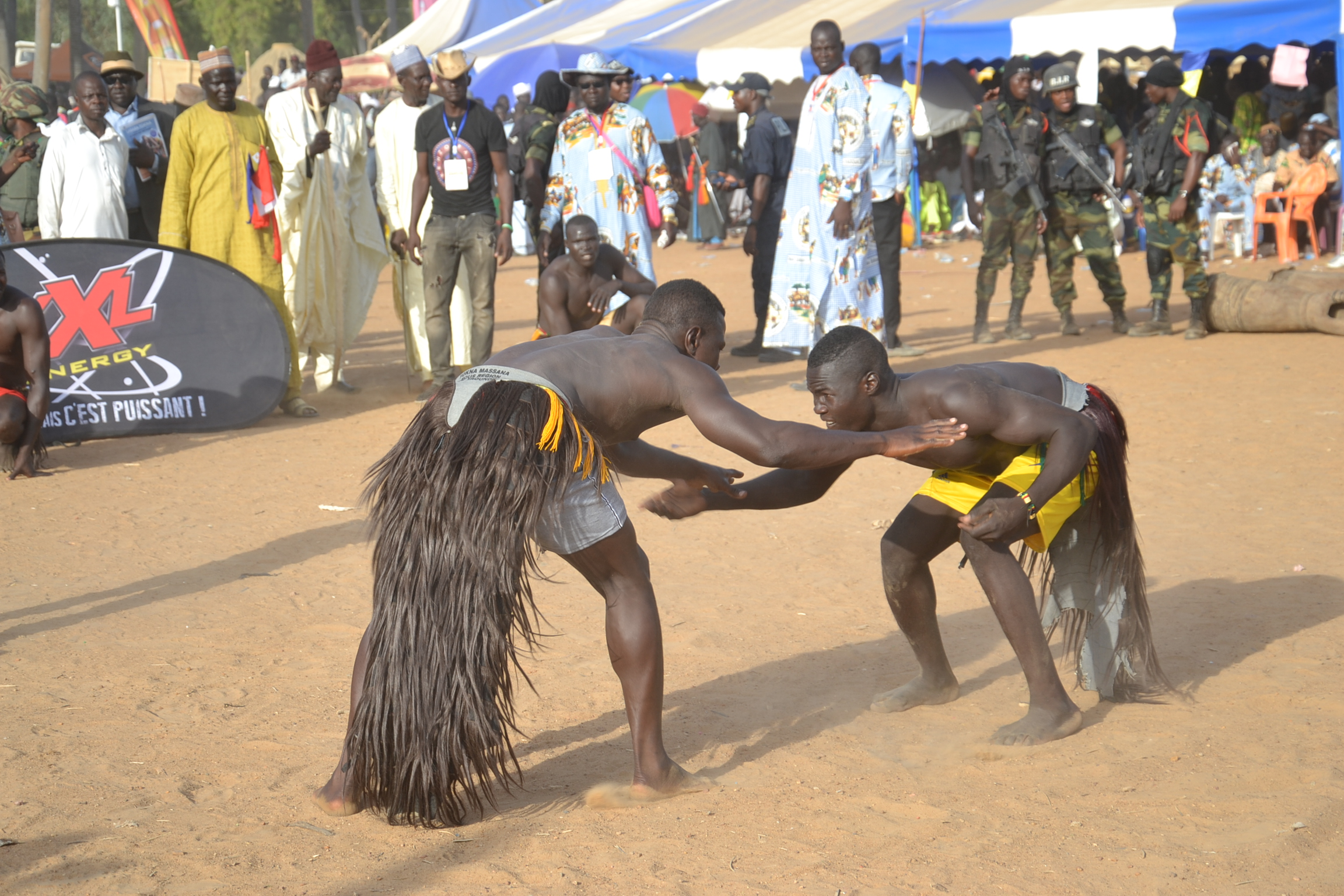
Ngaf'na
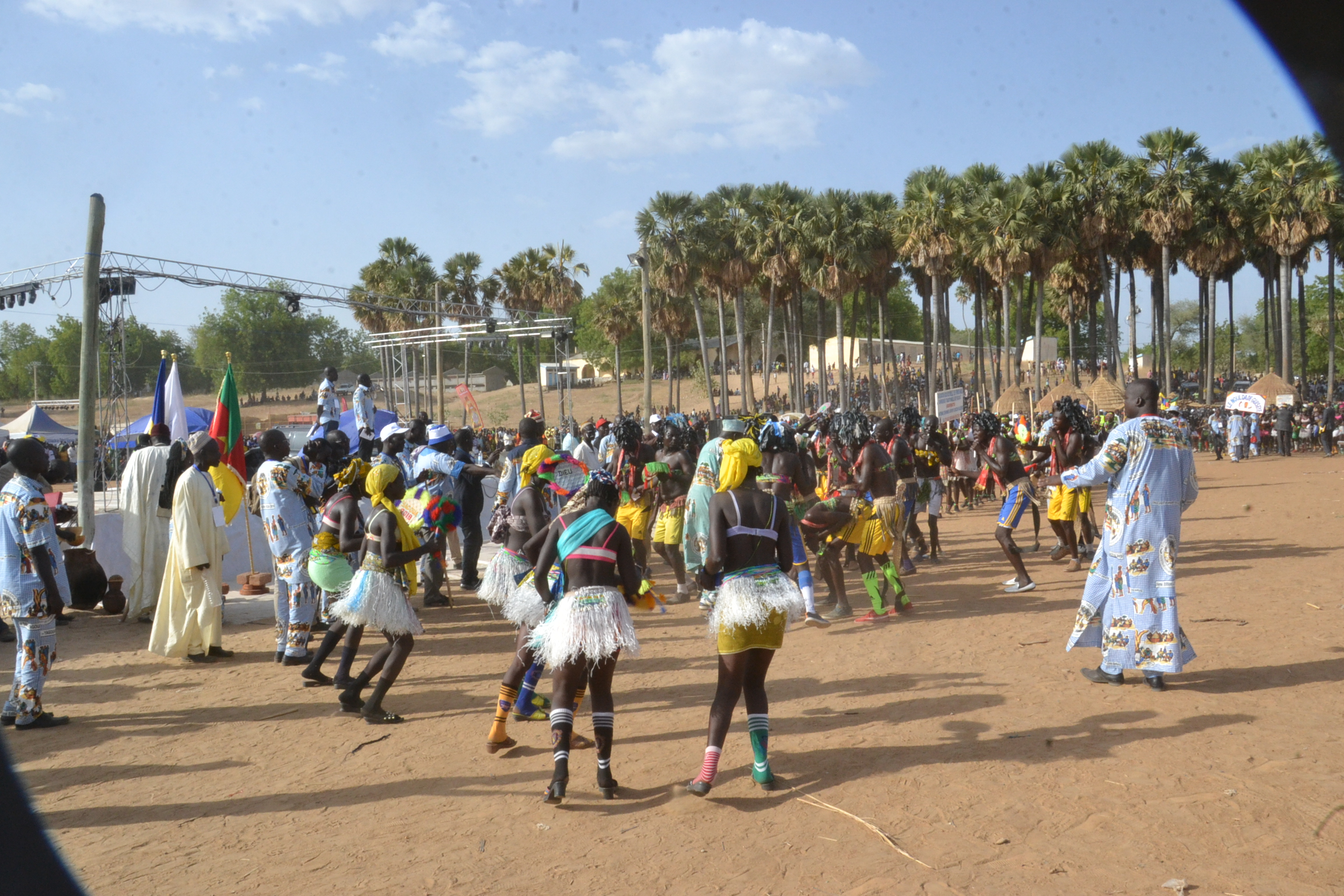
Danse Massa
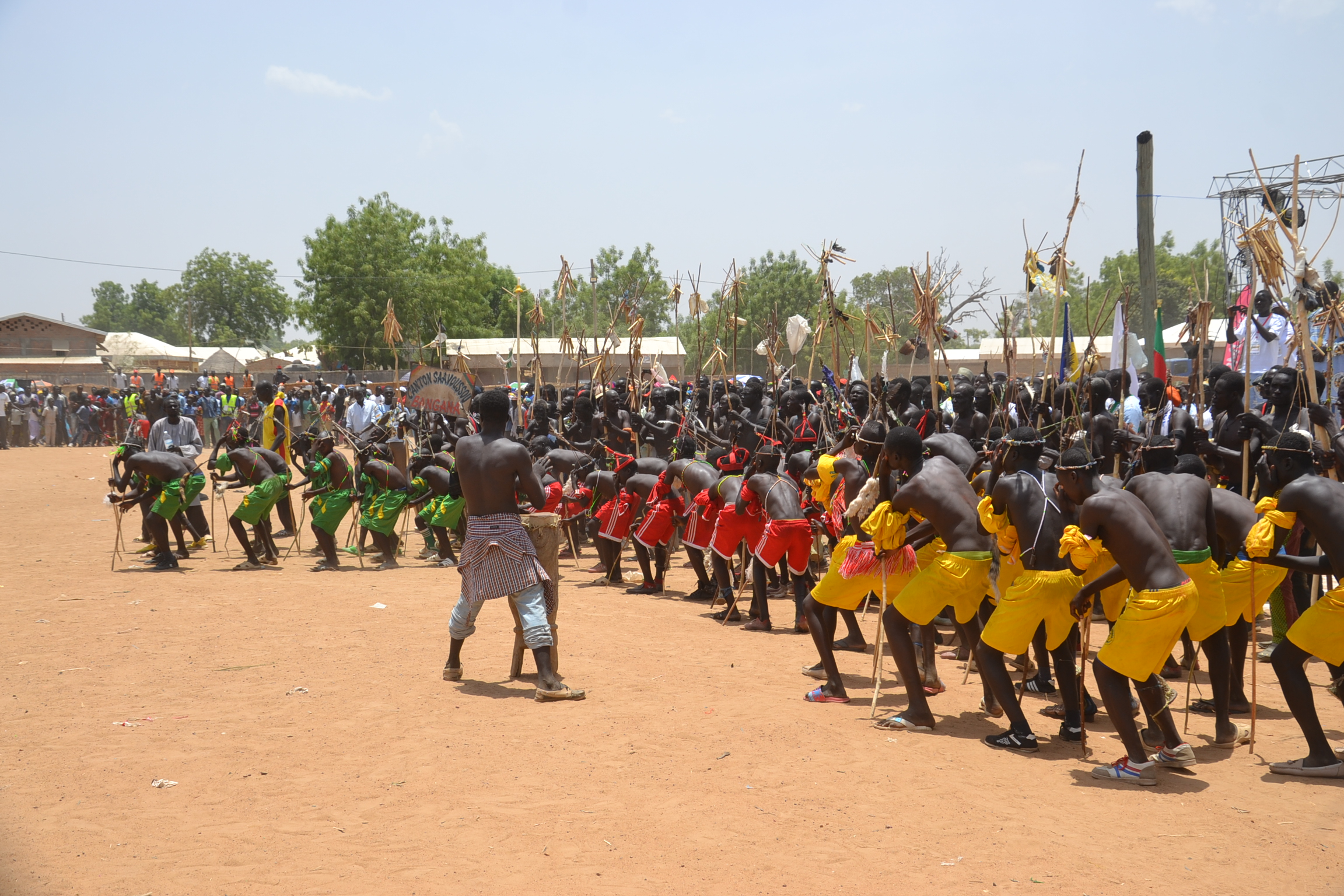
Labana
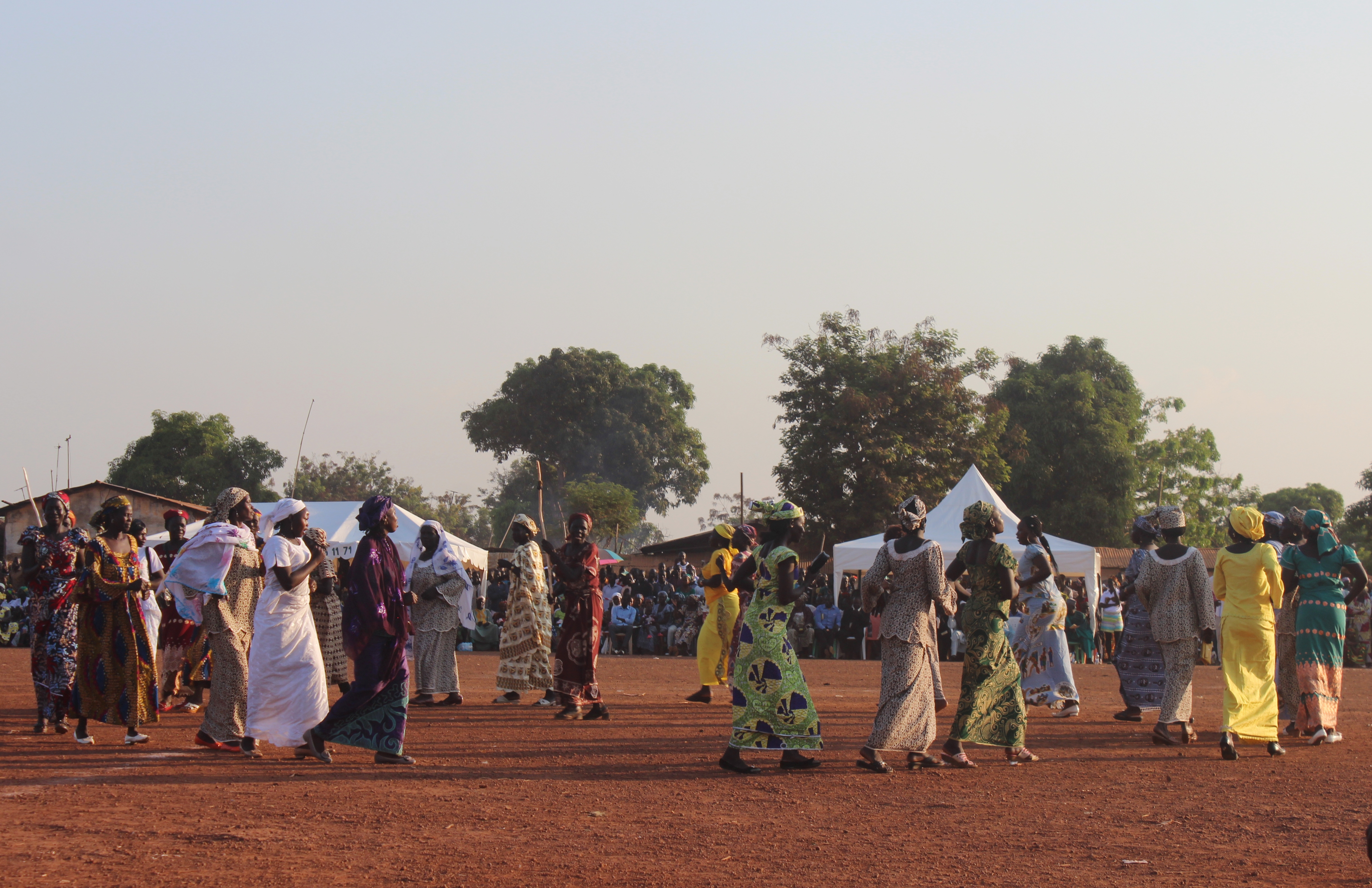
Tokna Massana Festival
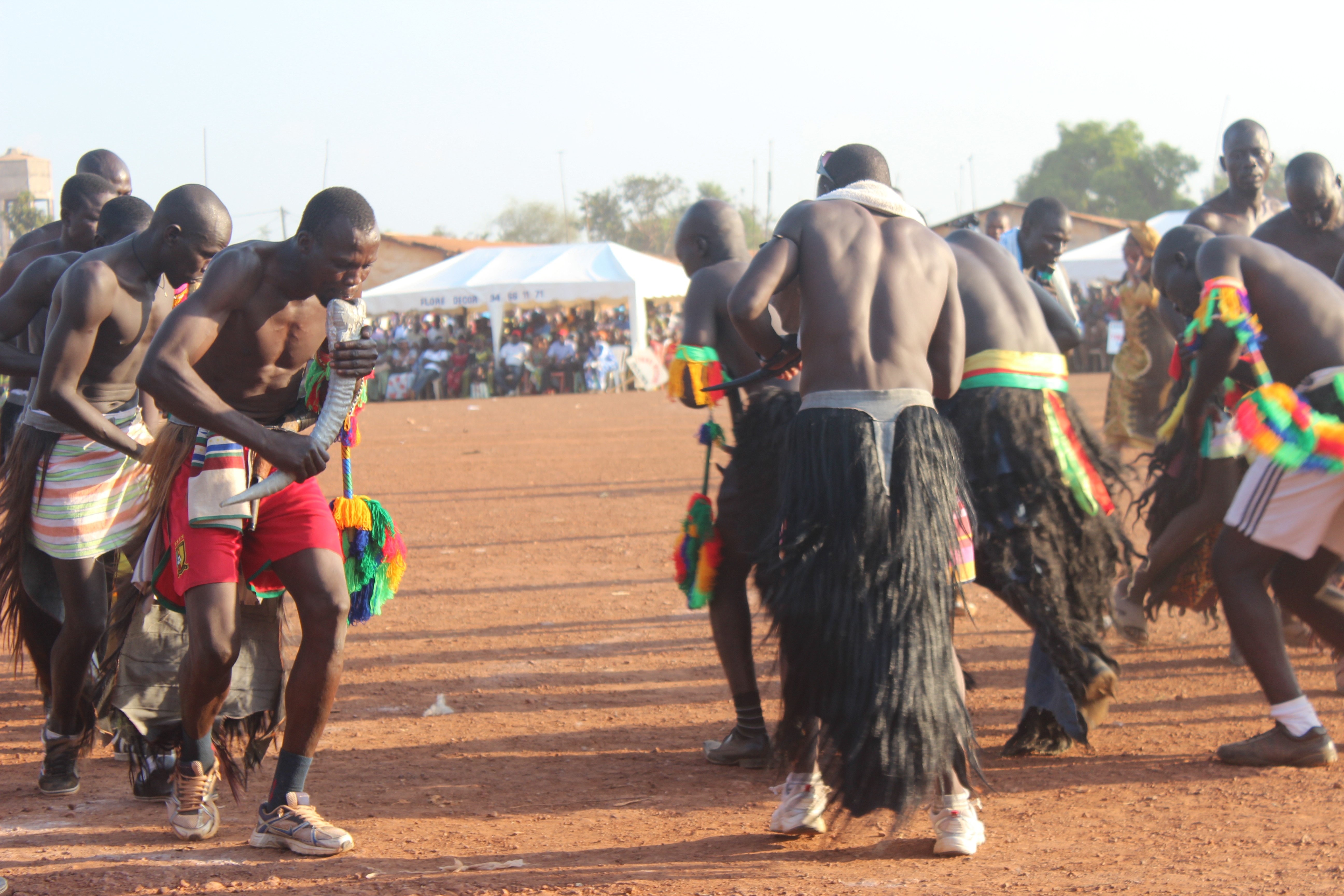
Tokna Massana

## Projets
De nombreux projets ont été initiés pour la pérennisation de la culture Massa, nous pouvons en citer:
- Institut Tokna du Peuple Massa (IPM);
- Académie Tokna du Peuple Massa (APM);
- Fonds de Solidarité du Peuple Massa (FS);
- Office d'Organisation du Festival TOKNA du Peuple Massa (OFTM)